# Ommegang de Lierre
L'Ommegang de Lierre est un cortège folklorique qui se déroule tous les cinq ans dans la ville de Lierre. Le cortège a lieu actuellement deux fois, le premier et le deuxième dimanche d'octobre. La dernière édition a eu lieu en 2022.
La famille des géants de Lierre se compose de Goliath (1469), la Géante (1483), la camériste (1604), Kinnebaba (1604), Janneke (1856), Mieke (1856), Groteva (1856), Grotemoe (1856) et les deux valets maures (1865). Il y a aussi des animaux fabuleux[style à revoir] comme le cheval Bayard, des chars et des chevaux-godets.

## Galerie

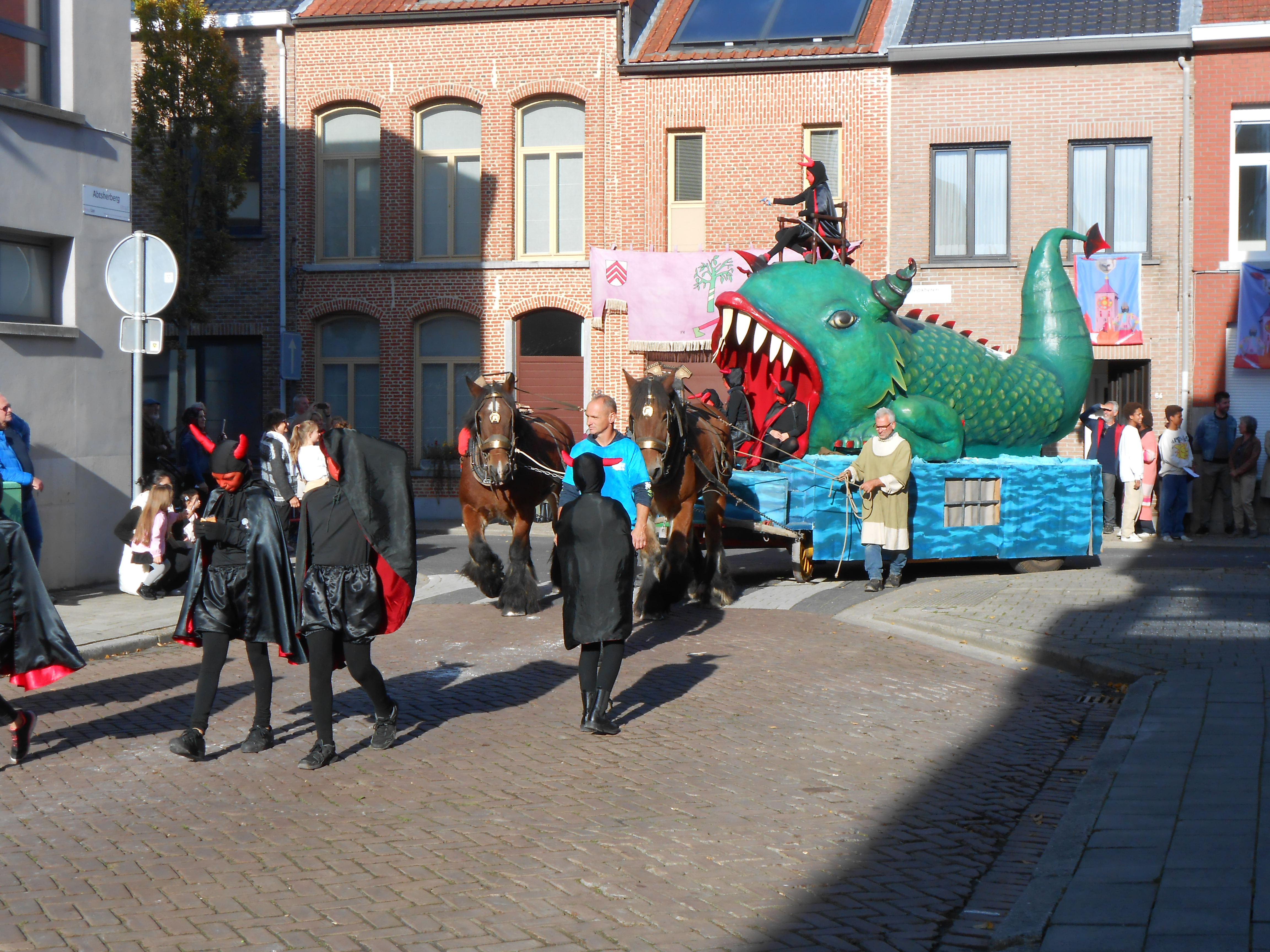
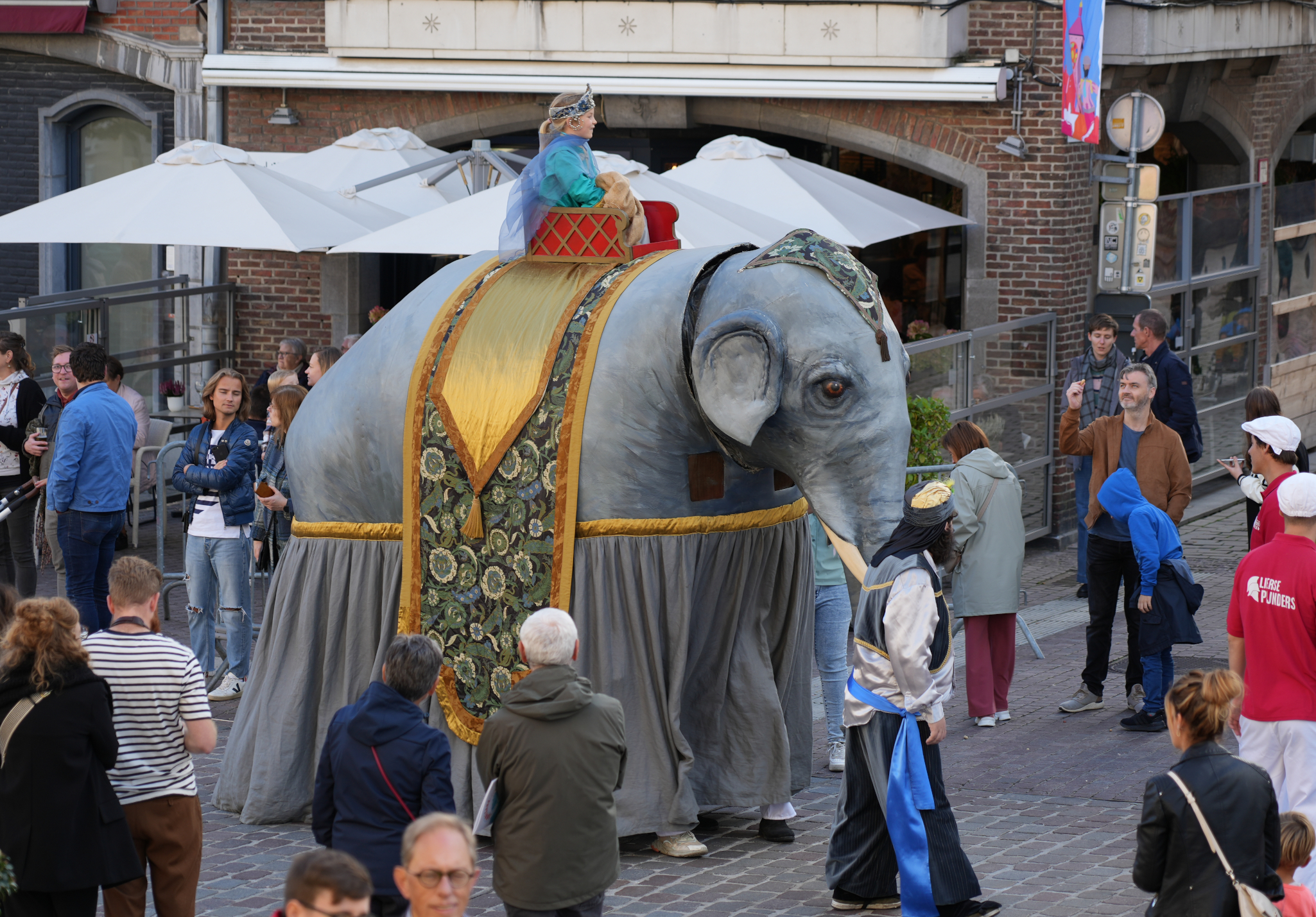
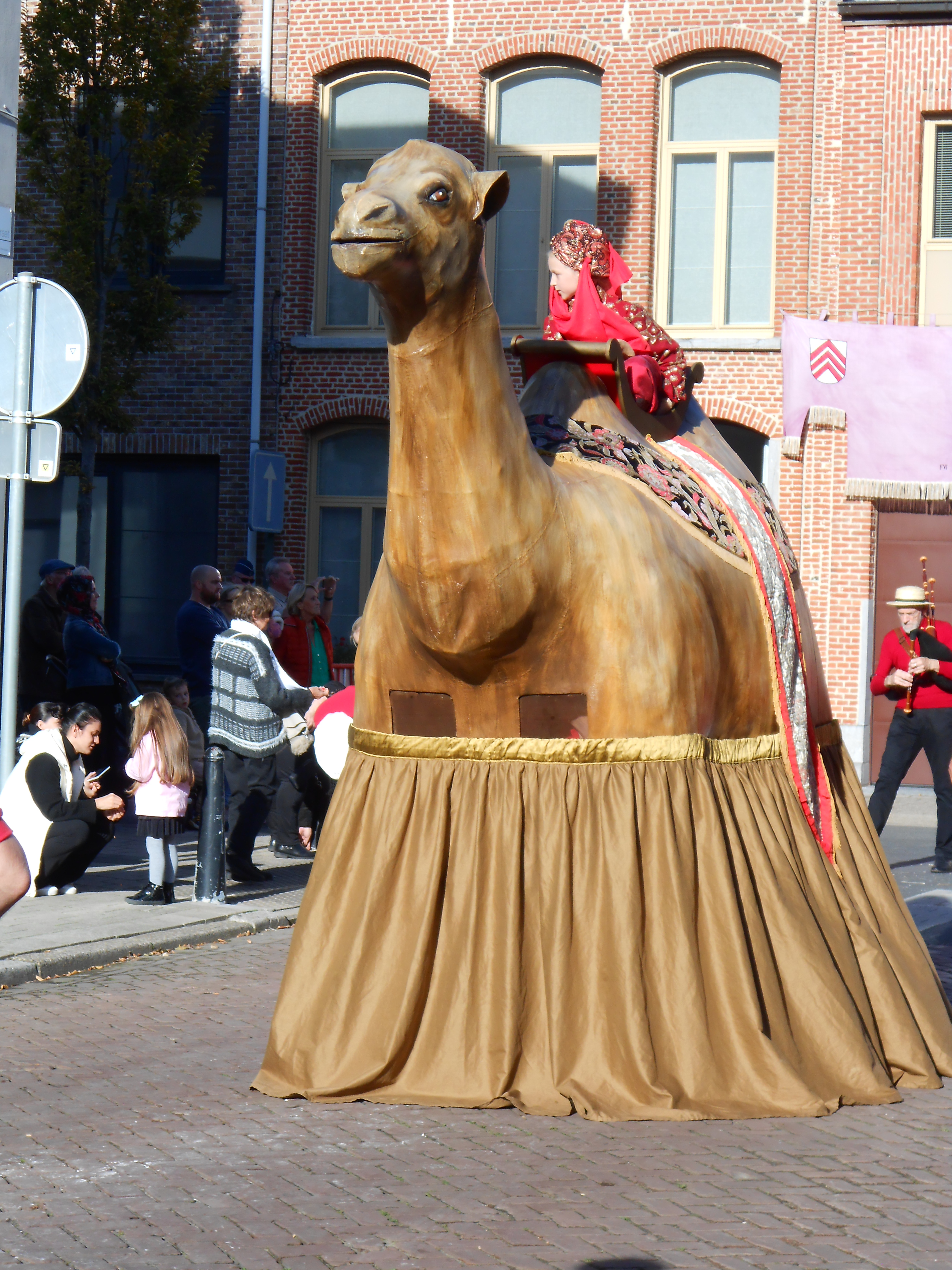
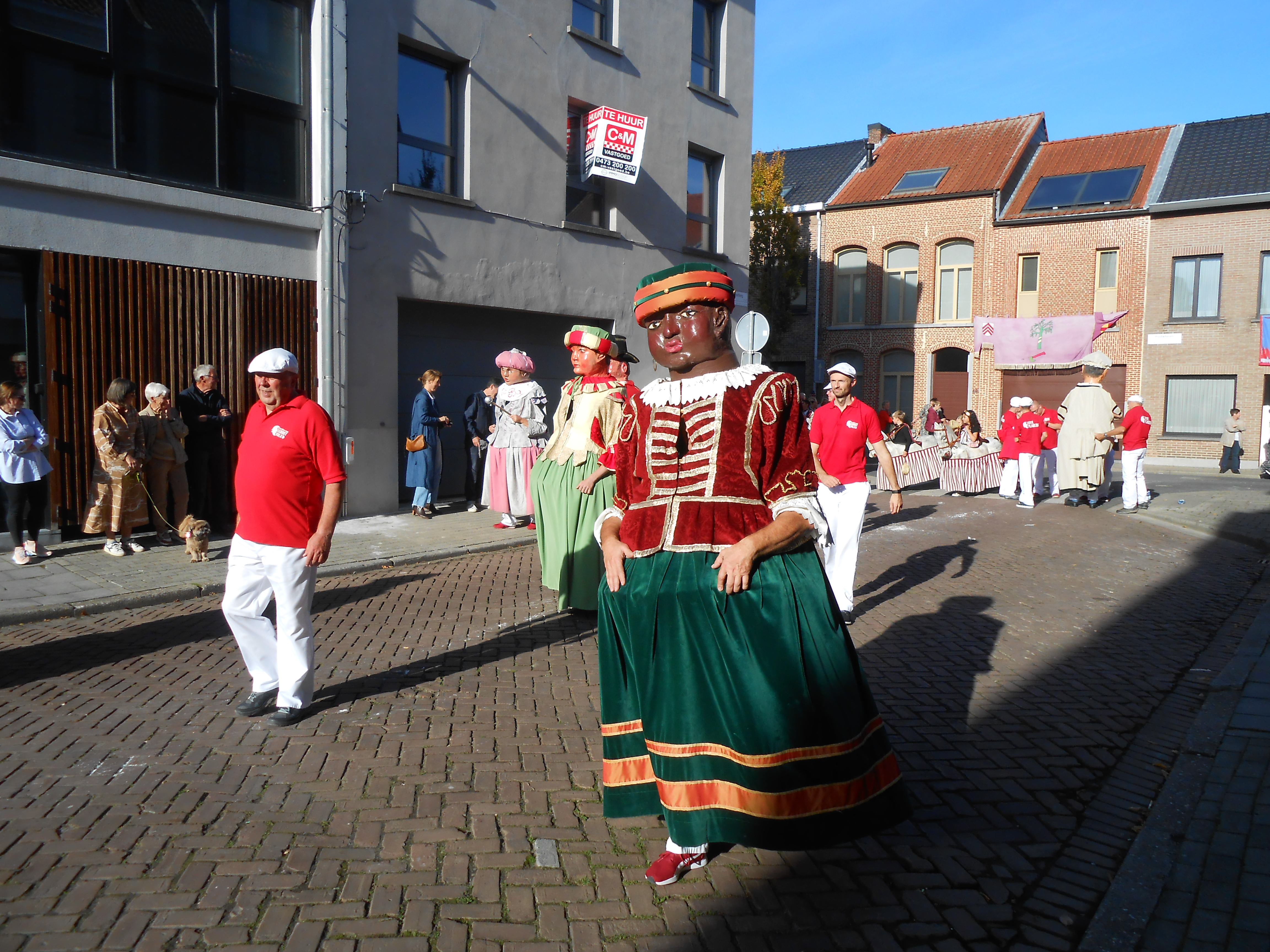